# Robert Andersson (skådespelare)
Tommy Robert Andersson, född 2 maj 1974 i Degerfors, är en svensk röstskådespelare. Andersson lånade bland annat ut sin röst till den unge Babar i TV-serien med samma namn och till Erik i Bumbibjörnarna. Han var även sångare i kultbandet The Pinks på 80-talet. Han är bror till den före detta fotbollsspelaren Jimmy Andersson. Robert Andersson var rösten till Peter i den svenska versionen av filmen Den otroliga vandringen.